# Milan Kondr
Milan Kondr (ur. 19 lipca 1950 w Pradze) – czeski inżynier, polityk, burmistrz Pragi w latach 1991–1993, senator I kadencji w latach 1996–1998.

## Życiorys
Po odwołaniu Jaroslava Kořána, w latach 1991–1993 pełnił funkcję burmistrza Pragi.
W latach 1996–1998 był senatorem I kadencji z okręgu nr 22 – Praga 10, oraz przewodniczącym klubu senackiego Obywatelskiej Partii Demokratycznej. 
Był przewodniczącym struktur ODS w okręgu Praga 10, w grudniu 2000 roku został odwołany ze stanowiska w atmosferze skandalu. Rok później odszedł z Obywatelskiej Partii Demokratycznej. 
Gdy w 2015 roku przeprowadzono wśród mieszkańców Pragi sondaż w celu wybrania najlepszego ich zdaniem burmistrza Pragi od 1989 roku, Kondr zajął ostatnie miejsce, otrzymując 0,7% głosów.